# Arcieparchia di Pittsburgh
L'arcieparchia di Pittsburgh (in latino: Archieparchia Pittsburgensis ritus byzantini) è una sede metropolitana della Chiesa greco-cattolica rutena. Nel 2022 contava 19.320 battezzati. È retta dall'arcieparca William Charles Skurla.

## Territorio
L'arcieparchia comprende i fedeli della Chiesa greco-cattolica rutena in Ohio (contee orientali), Oklahoma, Louisiana, Pennsylvania, Tennessee, Texas e Virginia Occidentale.
Sede arcieparchiale è la città di Pittsburgh. A Munhall, presso Pittsburgh, si trova la cattedrale di San Giovanni Battista (Saint John the Baptist).
Il territorio è suddiviso in 73 parrocchie, la maggior parte delle quali, oltre una sessantina, si trovano in Pennsylvania.
Nel territorio sorgono anche due monasteri femminili, il Mount St. Macrina Monastery delle Suore dell'Ordine di San Basilio Magno a Uniontown in Pennsylvania; e il Queen of Heaven Monastery delle Suore benedettine bizantine a Warren in Ohio.

## Storia
Il 28 maggio 1913 la Santa Sede istituì un ordinariato per i fedeli cattolici di rito bizantino che dimoravano negli Stati Uniti d'America. Fu nominato primo vescovo ordinario Soter Stephen Ortynsky de Labetz, gia visitatore dal 1907. Alla sua morte, nel 1916, la Santa Sede nominò due amministratori apostolici, Petro Ponyatyshyn per i fedeli greco-cattolici originari della Galizia e dell'Ucraina e Havryjil Martjak per i fedeli greco-cattolici originari della Rutenia subcarpatica.
L'8 maggio 1924 furono istituiti due esarcati apostolici per i due gruppi distinti; primo esarca per i fedeli ruteni è stato Basil Takacs.
Il 1º marzo 1929 la Congregazione per le Chiese orientali emanò il decreto Cum data fuerit, con il quale vietò ai preti sposati di partire per l'America per prendersi cura degli immigrati ruteni. Questo e altri decreti successivi, che miravano ad escludere il clero orientale uxorato in America, provocarono una forte reazione all'interno della comunità dei fedeli ruteni americani, fino allo scisma che portò alla nascita della diocesi ortodossa americana carpato-russa.
Il 6 luglio 1963 per effetto della bolla Cum homines di papa Paolo VI l'esarcato apostolico cedette una porzione del suo territorio a vantaggio dell'erezione dell'eparchia di Passaic e fu elevato ad eparchia, assumendo il nome di eparchia di Pittsburgh.
Il 21 febbraio 1969 in forza della bolla Quandoquidem Christus dello stesso papa Paolo VI cedette un'altra porzione di territorio a vantaggio dell'erezione dell'eparchia di Parma e nel contempo fu elevata al rango di arcieparchia metropolitana, assumendo il nome di arcieparchia di Munhall (Munhallensis Ruthenorum).
L'11 marzo 1977 assunse il nome attuale.
Il 3 marzo 2022 papa Francesco ha sottoposto alla giurisdizione di Pittsburgh l'esarcato apostolico dei Santi Cirillo e Metodio di Toronto, fino a quel momento eparchia soggetta alla Chiesa metropolitana sui iuris di Prešov.

## Cronotassi dei vescovi
Si omettono i periodi di sede vacante non superiori ai 2 anni o non storicamente accertati.
- Basil Takach (Takacs) † (20 maggio 1924 - 13 maggio 1948 deceduto)
- Daniel Eugene Ivancho † (13 maggio 1948 succeduto - 2 dicembre 1954 dimesso)
- Nicholas Thomas Elko † (5 settembre 1955 - 22 dicembre 1967 dimesso[7])
- Stephen John Kocisko † (22 dicembre 1967 - 12 giugno 1991 ritirato)
- Thomas Victor Dolinay † (16 maggio 1991 succeduto - 13 aprile 1993 deceduto)
- Judson Michael Procyk † (9 novembre 1994 - 24 aprile 2001 deceduto)
- Basil Myron Schott, O.F.M. † (3 maggio 2002 - 10 giugno 2010 deceduto)
- William Charles Skurla, dal 19 gennaio 2012

## Statistiche
L'arcieparchia nel 2022 contava 19.320 battezzati.
| anno | popolazione | popolazione | popolazione | presbiteri | presbiteri | presbiteri | presbiteri                | diaconi | religiosi | religiosi | parrocchie |
| anno | battezzati  | totale      | %           | numero     | secolari   | regolari   | battezzati per presbitero | diaconi | uomini    | donne     | parrocchie |
| ---- | ----------- | ----------- | ----------- | ---------- | ---------- | ---------- | ------------------------- | ------- | --------- | --------- | ---------- |
| 1949 | 299.305     | ?           | ?           | 165        | 155        | 10         | 1.813                     |         | 19        | 82        | 156        |
| 1965 | 220.939     | ?           | ?           | 145        | 129        | 16         | 1.523                     |         | 23        | 163       | 119        |
| 1970 | 140.000     | ?           | ?           | 11         | 1          | 10         | 134                       |         | 15        | 172       | 77         |
| 1976 | 150.764     | ?           | ?           | 86         | 80         | 6          | 1.753                     |         | 6         | 150       | 84         |
| 1980 | 151.601     | ?           | ?           | 78         | 78         |            | 1.943                     |         | 6         | 140       | 84         |
| 1990 | 141.807     | ?           | ?           | 77         | 71         | 6          | 1.841                     |         | 11        | 112       | 87         |
| 1999 | 75.261      | ?           | ?           | 73         | 64         | 9          | 1.030                     |         | 14        | 105       | 85         |
| 2000 | 70.599      | ?           | ?           | 71         | 64         | 7          | 994                       | 1       | 11        | 104       | 85         |
| 2001 | 64.986      | ?           | ?           | 74         | 66         | 8          | 878                       |         | 12        | 104       | 86         |
| 2002 | 60.686      | ?           | ?           | 73         | 64         | 9          | 831                       |         | 13        | 102       | 86         |
| 2003 | 60.290      | ?           | ?           | 72         | 63         | 9          | 837                       |         | 13        | 98        | 85         |
| 2004 | 60.100      | ?           | ?           | 83         | 72         | 11         | 724                       | 10      | 15        | 96        | 84         |
| 2009 | 58.997      | ?           | ?           | 73         | 64         | 9          | 808                       | 17      | 13        | 82        | 79         |
| 2010 | 58.763      | ?           | ?           | 64         | 59         | 5          | 918                       | 17      | 8         | 80        | 79         |
| 2012 | 58.200      | ?           | ?           | 72         | 63         | 9          | 808                       | 22      | 12        | 69        | 76         |
| 2015 | 57.407      | ?           | ?           | 60         | 53         | 7          | 956                       | 22      | 8         | 58        | 74         |
| 2016 | 57.177      | ?           | ?           | 59         | 52         | 7          | 969                       | 22      | 8         | 55        | 74         |
| 2018 | 57.325      | ?           | ?           | 64         | 59         | 5          | 895                       | 24      | 6         | 45        | 73         |
| 2020 | 58.102      | ?           | ?           | 58         | 53         | 5          | 1.001                     | 24      | 6         | 41        | 73         |
| 2022 | 19.320      | ?           | ?           | 62         | 59         | 3          | 311                       | 26      | 4         | 35        | 73         |

## Rapporti con i cattolici di rito latino negli Stati Uniti
Nel XIX e XX secolo molti cattolici di rito bizantino emigrarono negli Stati Uniti d'America, soprattutto nelle città minerarie. La predominante gerarchia latina non sempre li accolse con favore, soprattutto per quella che appariva come una novità negli Stati Uniti: preti cattolici sposati. Su loro richiesta, la Sacra Congregazione Propaganda Fide estese il 1º maggio 1897 agli Stati Uniti delle regole già esposte in una lettera del 2 maggio 1890 all'Arcivescovo di Parigi,. Queste norme permettevano l'emigrazione negli Stati Uniti solo ai sacerdoti celibi o vedovi che non portassero al seguito i propri figli. Questa norma fu ribadita con specifico riferimento ai cattolici di rito ruteno dal decreto Cum data fuerit del 1º marzo 1929.
I rapporti con i cattolici di rito latino sono migliorati, specialmente dopo il Concilio Vaticano II, nel quale la Chiesa rutena ebbe un ruolo rilevante sulle decisioni riguardo alla lingua liturgica. (A differenza dell'originario costume del rito latino, la Chiesa rutena ha sempre celebrato la Divina Liturgia in antico slavo ecclesiastico). Un'ulteriore conferma si è avuta nel 1988 in occasione della visita ad limina dei vescovi ruteni americani a Roma.